# Dmîtrivske, Polohî
Dmîtrivske (în ucraineană Дмитрівське) este un sat în comuna Semenivka din raionul Polohî, regiunea Zaporijjea, Ucraina.

## Demografie
Componența lingvistică a localității Dmîtrivske
     Ucraineană (97,5%)
     Rusă (2,5%)
Conform recensământului din 2001, majoritatea populației localității Dmîtrivske era vorbitoare de ucraineană (97,5%), existând în minoritate și vorbitori de rusă (2,5%).